# Automeris fieldi
Automeris fieldi é uma espécie de mariposa do gênero Automeris, da família Saturniidae.
Sua ocorrência inicial foi registrada na Colômbia, em Valle Cauca Anchicaya, a 1000-1400 m de altitude. Foi ainda encontrada na Bolívia, Costa Rica, Equador, Nicarágua, Panamá e Peru.

## Subespécies
Possui duas subespécies:
- A. f. fieldseptentrides, da Colômbia.[3]
- A. f. cinctinicaraguana, registrada originalmente na Nicarágua.[4]